# Veturius sinuatocollis
Veturius sinuatocollis is een keversoort uit de familie Passalidae. De wetenschappelijke naam van de soort is voor het eerst geldig gepubliceerd in 1890 door Kuwert.